# Tess dei d'Urberville
Tess dei d'Urberville (Tess of the d'Urbervilles: A Pure Woman Faithfully Presented) è un romanzo dello scrittore inglese Thomas Hardy.
Il romanzo fu pubblicato censurato dapprima a puntate sul quotidiano illustrato The Graphic nel 1891, sempre lo stesso anno in 3 volumi, e infine nel 1892 in un solo volume. Accolto da giudizi contrastanti all'epoca della sua prima apparizione, in parte perché sfidava la morale sessuale tardo-vittoriana, l'opera è considerata oggi un capolavoro della letteratura inglese del XIX secolo.
Fu adattato più volte per il teatro e per il cinema: la versione più conosciuta è il film Tess di Roman Polański (1979), vincitore di tre premi Oscar. Ne fu tratta anche un'opera, Tess, libretto di Luigi Illica, musica di Frédéric Alfred d'Erlanger (1906).

## Trama
La scoperta da parte del padre che la loro famiglia discende da un nobile ceppo normanno catapulta Tess in un tragico viaggio. Theresa "Tess" Durbeyfield viene mandata dai suoi genitori a reclamare la parentela con un'altra famiglia di nome d'Urberville, senza sapere che questa è una famiglia di nuovi ricchi che proviene da un'altra parte del Paese, dove hanno comprato il nome per apparire più rispettabili. 
Viene accolta da Alec Stoke d'Urberville, un bellissimo giovane che si invaghisce immediatamente di lei. Rifiuta Tess come facente parte della famiglia, ma la invita ad andare a lavorare nella sua proprietà, dove tenta ripetutamente di sedurla fino a quando, frustrato dai continui rifiuti, la conduce nella foresta dove la violenta. Tess torna dai suoi genitori e dà alla luce il figlio di Alec, che chiamerà "Sorrow", ossia "Sofferenza", il quale muore subito dopo e, con grande dispiacere della madre, viene sepolto in un cimitero dove giacciono fuorilegge, in quanto il bambino non era battezzato e questo è il massimo funerale che il chierico ha potuto offrire loro. 
Successivamente Tess va a lavorare al caseificio di Talbothay, dove la gente non conosce la sua storia. Qui incontra Angel, il figlio di un predicatore con tendenze alla ribellione che sta imparando a fare l'agricoltore nonostante la disapprovazione della sua famiglia. Lui e Tess s'innamorano e si sposano, ma Angel è turbato alla scoperta di ciò che lei ha passato con Alec e fugge in Brasile per andare lontano e riflettere. Partito Angel, Tess trascorre periodi difficili, spostandosi un po' qui un po' là e lavorando in posti diversi, cosa dura e poco conveniente. Alec ritorna e ancora una volta la reclama, ma Tess rifiuta di avere a che fare con lui fin quando la morte del padre lascia la famiglia senza casa e Alec fornisce loro un posto dove vivere nella sua proprietà, a patto che Tess viva con lui come una moglie. 
Angel ritorna dal Brasile per scoprire che Tess vive con Alec: lei riesce a vedere ora come Alec l'abbia usata e abusata, litiga con lui fino a ucciderlo e poi scappa via con Angel. I due coniugi passano qualche giorno insieme, fuggiaschi, prima che Tess venga catturata (viene trovata addormentata nel cuore della notte con Angel accanto, presso una delle pietre di Stonehenge, luogo dal valore simbolico) e portata sul luogo dell'esecuzione. Chiede ad Angel di prendersi cura al suo posto della sorella minore, Liza, come moglie dopo la sua morte; la scena finale vede una cupa bandiera nera issata sulla prigione, segno dell'esecuzione capitale di Tess, mentre in collina Angel e Liza si allontanano tenendosi per mano.

## Edizioni italiane
- Una donna pura, traduzione di Anonimo, 1904.
- Tess dei d'Urberville, Roma, Alberto Stock, 1930,  pp. 302+257, 2 voll..

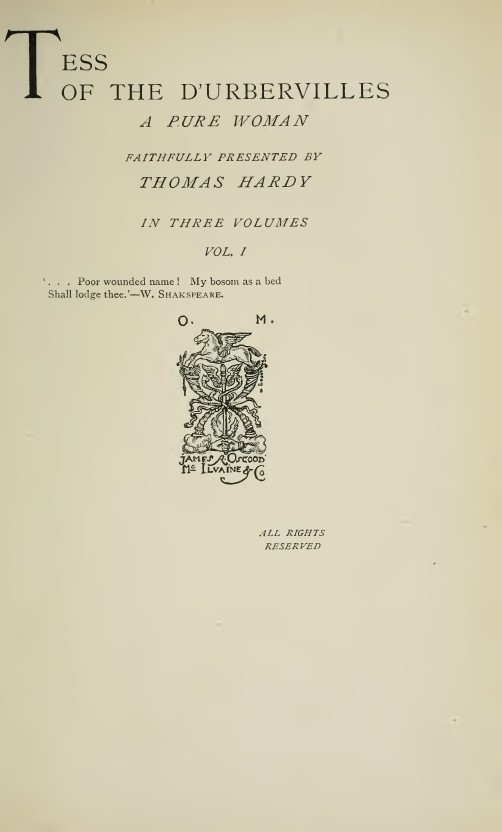
Tess d'Urbervilles

- Tess dei d'Urberville, traduzione di Aurelio Zanco, Collana Narratori Stranieri Tradotti n.42, Torino, Giulio Einaudi Editore, I ed. 1950.
  - prefazione e trad. di Aurelio Zanco, Collana i millenni, Einaudi, Torino, 1970.
  - con un saggio di David Herbert Lawrence e un'intervista a Roman Polański, Collana Einaudi Tascabili, Einaudi, 1995; Collana ETascabili. Classici, Einaudi, Torino, 2008-2023, ISBN 978-88-06-19517-5.
- in  Romanzi, a cura di Carlo Cassola, Collana I Meridiani, Milano, Mondadori, 1973.
- Tess, traduzione di Maria Grazia Graffini, Introduzione di Carlo Cassola, Collana Oscar Narrativa n.200, Milano, Mondadori, 1979-1991. - Collana Oscar Classici. Nuova serie n.239, Mondadori, 1992; Collana Varia, Oscar Mondadori, 2012.
- Tess dei d'Urberville. Introduzione di Pietro Citati, traduzione di G. Aldi Pompili, Collana BUR, Milano, Rizzoli, I ed. 1980; Collana I Classici, BUR, 1986, ISBN 978-88-17-12247-4; Collana Superclassici n.74, BUR, Milano, 1994; Collana Grandi Classici, BUR, Milano, 2000, ISBN 978-88-17-06707-2.
- Tess dei d'Urberville, trad. e cura di Mirko Esposito, Collana UEF. I Classici, Milano, Feltrinelli, 2016, ISBN 978-88-07-90241-3.
- Tess dei d'Urberville, trad. e cura di Monica Pareschi, Prefazione di Emanuele Trevi, Collana BUR Grandi Classici, Milano, Rizzoli, 2023, ISBN 978-88-171-7663-7.